# Samarendra Nath Roy
Samarendra Nath Roy (* 11. Dezember 1906 in Kalkutta; † 23. Juli 1964 in Jasper (Alberta)) war ein indischer Statistiker.

## Leben
Sein Vater war Herausgeber der Zeitschrift The Tribune in Lahore. Roy studierte an der Universität Kalkutta und dem Presidency College in Kalkutta mit dem Bachelor-Abschluss in Mathematik 1928 und dem Master-Abschluss 1931. Damals befasste er sich mit Kosmologie unter N. R. Sen. Als er einen Rechner für die numerische Lösung einer partiellen Differentialgleichung im Rahmen seiner Forschung suchte, fand er diese nur am Indian Statistical Institute (ISI) von P. C. Mahalanobis. Dadurch erwachte sein Interesse an Statistik und er trat 1934 dem Institut bei und forschte über multivariate Statistik. 1938 wurde er Lecturer in der Abteilung Angewandte Mathematik der Universität Kalkutta. 1946 bis 1949 war er Assistant Director am ISI und leitete 1947/48 die wenige Jahre zuvor gegründete Abteilung Statistik der Universität Kalkutta. 1949 war er Gastprofessor an der Columbia University, kehrte kurz nach Kalkutta zurück und nahm dann 1950 eine Professur für Statistik an der University of North Carolina an.
Er war Fellow des Institute of Mathematical Statistics und des International Statistical Institute.

## Schriften
- Aspects of Multivariate Analysis, Wiley 1957